# Pierre Pascal (bienheureux)
 (avril 2025).
Si vous disposez d'ouvrages ou d'articles de référence ou si vous connaissez des sites web de qualité traitant du thème abordé ici, merci de compléter l'article en donnant les références utiles à sa vérifiabilité et en les liant à la section « Notes et références ».
Pour les articles homonymes, voir Pierre Pascal (homonymie) et Pascal.
Pierre Pascal (latin : Petrus Paschasius, espagnol : Pedro Pascual), né à Valence en 1227 et mort décapité à Grenade le 6 décembre 1300, est un religieux mercédaire. Théologien, il devint évêque de Jaén, avant de connaître le martyre à Grenade. Il a été inscrit par Clément X au martyrologe romain en 1675.

## Biographie

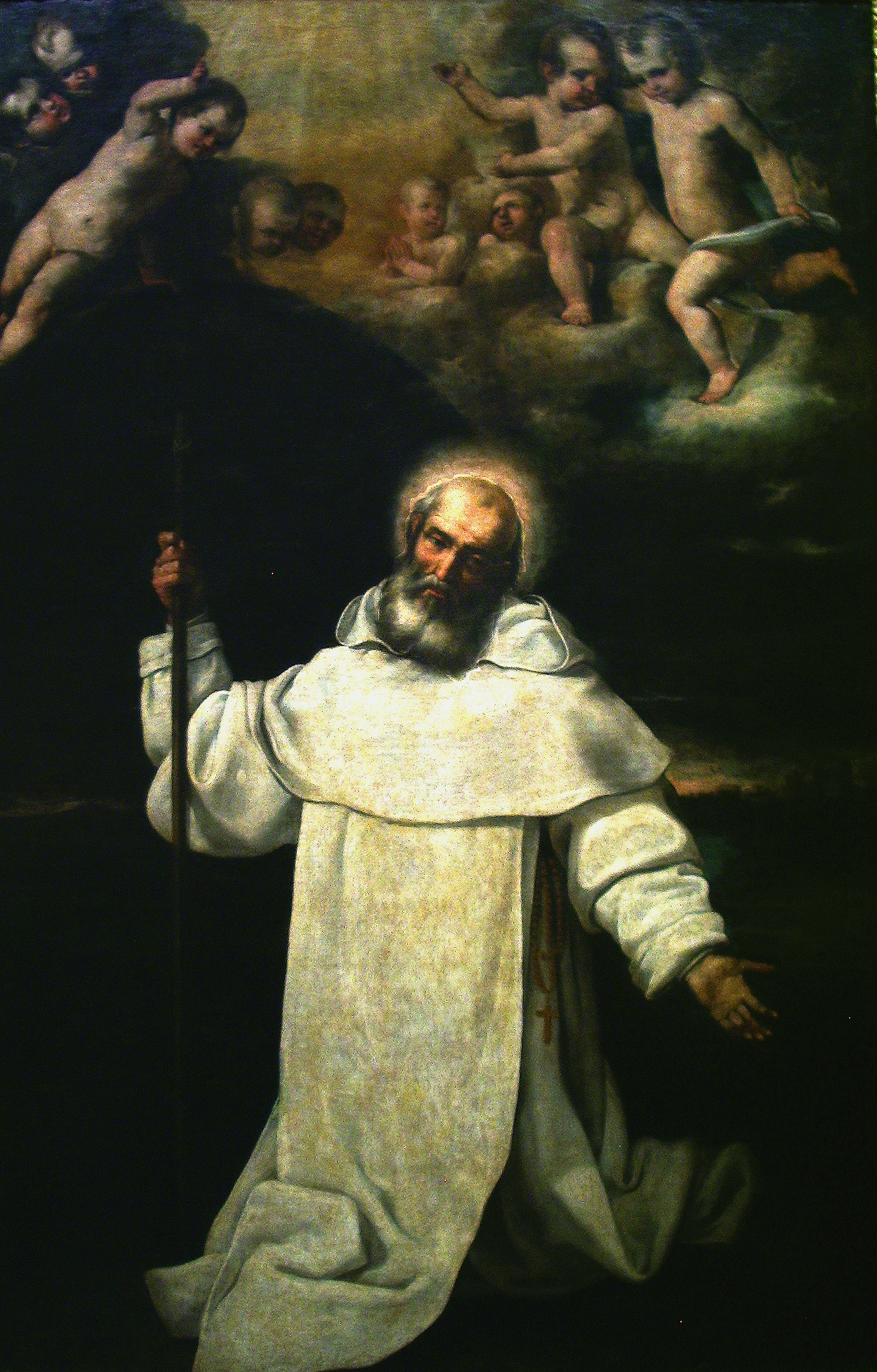
Saint Pierre Nolasque, fondateur des mercédaires (par Jusepe Martínez)

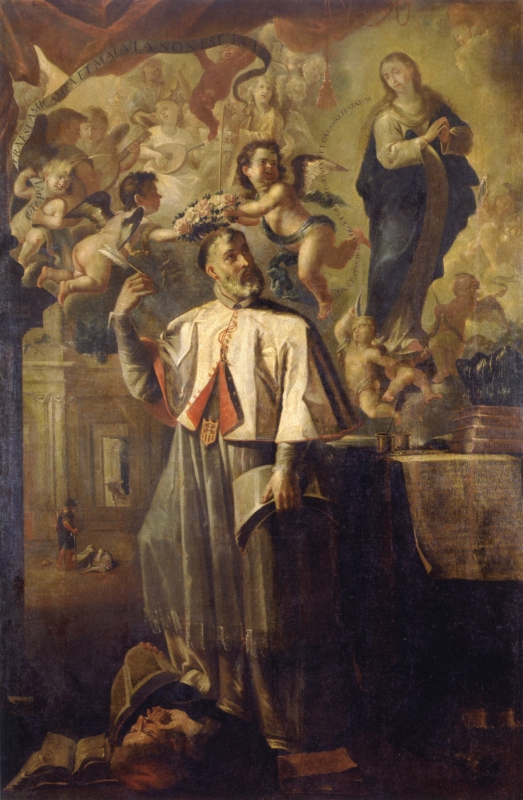
Saint Pierre Pascal (par José Orient).

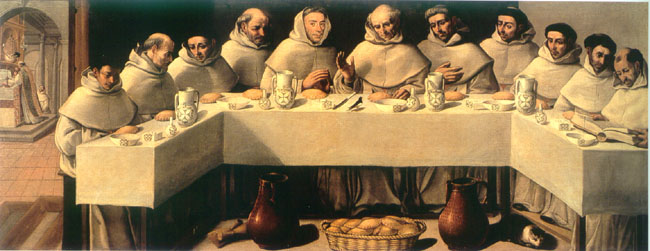
Une communauté mercédaire (par Lorenzo Suarez).

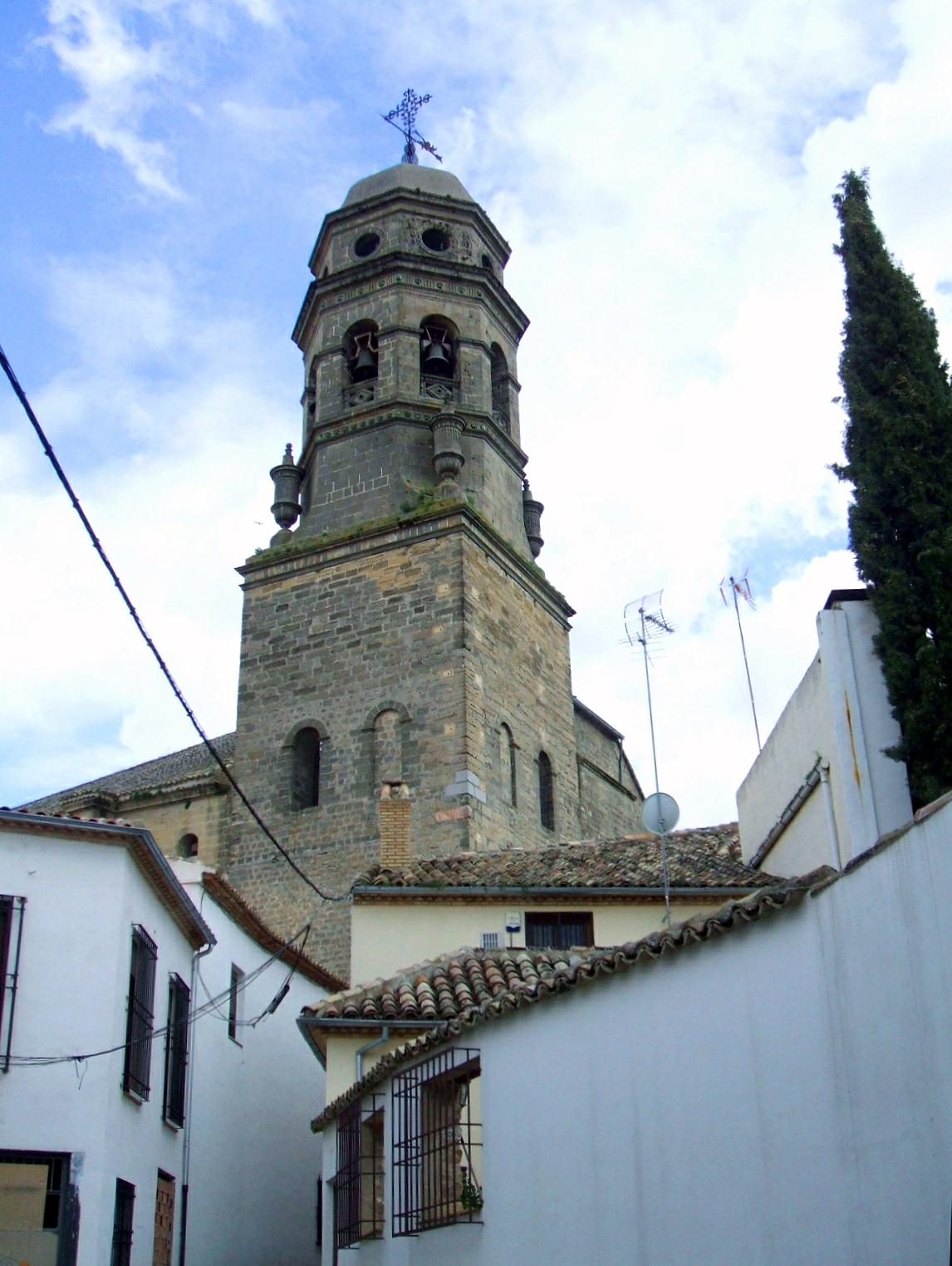
La cathédrale de Baeza, où repose saint Pierre Pascal.

Pierre Pascal est né en 1227, à Valence (alors sous domination musulmane), de parents mozarabes (chrétiens vivant en terre d'islam), qui s'étaient établis près du Portal de Valldigna.
Il est baptisé du nom de Pierre par ses parents en l'honneur de saint Pierre Nolasque qui rachetait les esclaves chrétiens aux mains des musulmans. La région est alors encore dirigée par les Almohades et une élite musulmane, en partie composée d'individus ayant abjuré le christianisme ou leurs ascendants l'ayant fait, et en partie de personnes d'origine maure. Les chrétiens de souche sont soumis à un statut discriminatoire. Ses parents parviennent à racheter des esclaves chrétiens pour les libérer dont un devient même le précepteur de leur fils Pierre. Il poursuit ses études à Paris à partir de 1241, juste avant que sa province natale ne soit libérée des Maures par Jacques d'Aragon. Il fut le compagnon d'études de saint Bonaventure et de saint Thomas d'Aquin. Ensuite il est ordonné prêtre et devient avant 1250 chanoine auprès de la cathédrale Sainte-Marie de Valence. Puis il se rend à Rome et entre dans l'ordre de Notre-Dame-de-la-Merci, fondé par saint Pierre Nolasque, un ami de sa famille, dont la vocation était alors de racheter la rançon des esclaves chrétiens pour les libérer des musulmans. Il est nommé précepteur du fils de Jacques d'Aragon, Sanche (1250-1275, aujourd'hui bienheureux), et rentre en Espagne. Il part prêcher en Espagne, au Portugal et en Italie. Il est rappelé à Rome, où il est sacré évêque en 1296 par Boniface VIII et installé à la tête du diocèse de Jaén, où il avait été élu par le chapitre en 1294.
Rentré en Espagne, l'évêque se préoccupe de remettre de l'ordre dans son diocèse dont le siège avait été vacant pendant six ans à cause de l'occupation maure, mais il n'a pas le temps d'accomplir sa tâche car le 20 février 1297, alors qu'il effectue une visite pastorale, il est capturé au cours d'une razzia des musulmans de Moley Mahomet, calife de Grenade, et il est transporté comme esclave dans sa capitale andalouse. Le gouvernement de Moley Mahomet est relativement pacifique car il est tributaire du roi de Castille et Pierre Pascal jouit d'une semi-liberté. Il peut réconforter les esclaves, chrétiens ou non. Par deux fois il reçoit le paiement de sa rançon par des envoyés de son diocèse venus négocier sa libération avec le calife, mais il préfère faire libérer à sa place des femmes avec des enfants qui avaient été capturées par les Maures. Durant sa captivité, il rédige la Disputa del obispo de Jaen contra los judios et la Impugnacion de la secta de Mahoma, des œuvres apologétiques en lengua lemosina (langue d'oc), censées prémunir les prisonniers chrétiens contre les tentations d'apostasie. Cependant au fil du temps les Maures de Grenade s'irritent de son prosélytisme auprès des esclaves (il fait même des conversions ou des retours vers le christianisme) et il est jeté en prison. Il est décapité le 6 décembre 1300 et enterré à l'intérieur de la prison, en un lieu appelé Cerro de los martires.
Il convient encore de souligner que, contemporain des illustres théologiens Bonaventure de Bagnoregio et Thomas d'Aquin, Pierre Pascal passe pour avoir été le premier défenseur de l'immaculée Conception de la Vierge Marie, et ce dès son séjour parisien; écrite en 1295, une Vida de Lazaro témoigne de cette prise de position - originale pour l'époque.

## Mémoire et hommage
Les restes de Pierre Pascal sont transférés au pied du maître-autel de la cathédrale de Baeza. Il est considéré comme le patron des étudiants de l'ordre de Notre-Dame-de-la-Merci. Parmi ses œuvres les plus connues il faut retenir sa Biblia parva (Petite Bible) qui fut grandement diffusée les siècles suivants et écrite pour empêcher l'apostasie des chrétiens tenus en esclavage.
C'est au XVIIe siècle que s'ouvre le procès de béatification de Pierre Pascal. Le 31 mars 1655, l'évêque de Jaen reconnaît le culte immémorial, et cette sentence se voit confirmée à Rome, par la Congrégation des rites et par Clément X, respectivement les 31 mai et 4 juin 1670. Le même pape a inscrit Pierre Pascal au martyrologe romain, le 8 septembre 1675. Actuellement, les restes du saint sont conservés dans la cathédrale de Baeza. Il est le patron des étudiants mercédaires, et différents collèges de l'ordre de la Merci portent son nom, par exemple à Valence, Buenos Aires et Arequipa. Publiées intégralement pour la première fois en 1676 par le mercédaire Bartolomé de Arento, ses œuvres posent aujourd'hui aux spécialistes de sérieux problèmes d'attribution, particulièrement la Biblia Parva. En effet, dans son état actuel (douze manuscrits du XVe siècle et un incunable de 1492), cet ouvrage est écrit en langue valencienne, soit dans un dialecte catalan qui n'aurait été adopté au Royaume de Valence qu'après la conquête de celui-ci par Jacques Ier d'Aragon, vers le milieu du XIIIe siècle.

#### Œuvres
- Disputa del obispo de Jaen contra los judios
- Impugnacion de la secta de Mahoma
- Libro de Gamaliel
- Destruccion de Jerusalen
- Tratado contra el fatalismo musulman
- Glosa del padre Nuestro
- Glosa de los diez mandamientos
- Vida de Lazaro

#### Edition intégrale
- P. A. Valenzuela, Les obres de S. Père Pasqual, Rome, 1905-1908.

#### Biographie
- El Machabeo evangelico: vida del glorioso doctor San Pedro Pascual de Valencia, Madrid, 1671.